# Conquête française de la Corse
Guerre d'indépendance corse
La conquête française de la Corse est une expédition victorieuse menée par les forces françaises du royaume de France sous le comte de Vaux contre les forces corses sous le commandement de Pasquale Paoli de la République corse. L'expédition est lancée en mai 1768, au lendemain de la guerre de Sept Ans. Un corps expéditionnaire français débarque sur l'île de Corse, alors gouvernée par la République corse. Marchant vers l'intérieur des terres pour surmonter toute opposition corse, la force française subit initialement une défaite inattendue à la bataille de Borgo . Mais un nouveau commandant, le comte de Vaux , est nommé à la tête de l'expédition et défait de manière décisive l'armée corse à la bataille de Ponte Novu en 1769, mettant ainsi fin à la résistance corse.
Les forces corses, n'ayant ni la volonté ni les effectifs nécessaires pour résister aux Français, capitulèrent l'île. Après la défaite corse, la France annexa l'île, mais il fallut un an pour consolider le territoire, car de nombreux Corses se réfugièrent dans les collines et s'engagèrent dans une guerre de guérilla contre les Français. Pasquale Paoli s'enfuit en Grande-Bretagne, où il était immensément populaire, et devint membre du club de dîner de Samuel Johnson. La Corse resta sous domination française jusqu'en 1794, lorsqu'une expédition anglo-corse captura la Corse aux Français et que le Royaume anglo-corse fut établi, avec Paoli comme dirigeant. Le 19 octobre 1796, les Français reconquirent la Corse et elle devint un département français.

## Arrière-plan
L'île de Corse était gouvernée par la République de Gênes depuis 1284. Au XVIIIe siècle, les Corses commencèrent à développer leur propre nationalisme et à chercher à obtenir leur indépendance vis-à-vis de la domination génoise. En 1729, la Révolution corse pour l'indépendance de Gênes débuta, d'abord menée par Luiggi Giafferi et Giacinto Paoli, puis par le fils de Paoli, Pasquale Paoli . Après 26 ans de lutte contre la République de Gênes (plus une tentative éphémère de proclamer en 1736 un Royaume de Corse indépendant sous l'aventurier allemand Théodore de Neuhoff, qui était soutenu par la République hollandaise et le Royaume de Grande-Bretagne, qui régnait à l'époque sur Minorque et Gibraltar en mer Méditerranée), la République corse indépendante fut proclamée en 1755 sous la direction de Pasquale Paoli et resta souveraine jusqu'en 1769,.

La Constitution corse de 1755 a été rédigée en italien (langue de culture en Corse jusqu'au milieu du XIXe siècle, les Corses écrivaient en italien mais parlaient corse, qui n'étaient pas une langue écrite à l'époque) par Paoli.
Malgré quatre décennies de combats intenses, la République corse s'est avérée incapable d'expulser les Génois des principales forteresses côtières de Calvi et de Bonifacio.

## Conquête
La première offensive française échoua après que la force expéditionnaire française initiale et plutôt petite eut subi un revers important lors de la bataille de Borgo en octobre 1768. La France envoya donc un grand nombre de renforts, augmentant la taille de son armée sur l'île à 24 000 hommes, et chargea un nouveau commandant de renouveler l'effort.
Après la conquête de Capraia, petite île de l' archipel toscan, par les Corses en 1767, la République de Gênes, épuisée par quarante années de combats, décide de vendre l'île à la France qui, après sa défaite lors de la guerre de Sept Ans, cherche à renforcer sa position en Méditerranée. En 1768, par le traité de Versailles , la République génoise cède tous ses droits sur l'île. La même année, le roi Louis XV envoie une expédition militaire en Corse pour assurer la domination française sur l'île, sous le commandement du comte de Vaux, vétéran de la guerre de Sept Ans. L'armée corse fut définitivement défaite à la bataille de Ponte Novo et les forces françaises envahirent bientôt l'île, bien que les forces corses ne soient jamais soumises avant l'année suivante et que des flambées sporadiques de rébellion se poursuivent. Le contrôle français fut consolidé sur l'île, et en 1770, elle devint une province française. Sous la France, l'usage du corse (une langue régionale étroitement liée à l'italien) a progressivement décliné en faveur de la langue française standard. L'italien était la langue officielle de la Corse jusqu'en 1859.